# Дикобраз (журнал)
«Дикобраз» (чеш. Dikobraz) — чешский литературно-художественный сатирический еженедельник, выходивший с июля 1945 по 1995 и с 2004 по 2005. Девиз издания — «С улыбкой всё идёт лучше» (чеш. S úsměvem jde všechno líp).

## История
Основателем еженедельника был писатель и автор эпиграмм Ярослав Войтех, который во времена первой республики уже выпускал развлекательный журнал наподобие британского издания Punch. К 1940 году тираж его номеров составлял 175 тысяч экземпляров.
После Второй мировой войны Войтех составил первую редколлегию нового журнала, в которую вошли Здена Анчик, Вацлав Лацина и Ондржей Секора (по некоторым данным, именно Секора придумал название «Дикобраз»). В 1947 году в состав редакции вошёл влиятельный директор пражского театра сатиры Збынек Вавржин.
После 1948 года в журнал пришли коммунисты, хотя некоторые левацкие или антизападные идеи попадались в еженедельнике и раньше. Министр информации Вацлав Копецки хотел, чтобы в журнале публиковалась сатира в духе Ярослава Гашека и привлёк исследователя творчества Гашека Здену Анчика. Это привело к конфликту с чешской политической деятельницей, сталинисткой Анежкой Годиновой-Спурной, которая терпеть не могла Гашека и считала его предателем после бегства из коммунистической России.
После войны основатель и первый редактор «Дикобраза» Ярослав Войтех учился в Ленинграде. В документах у него значились только имя и фамилия, и его никак не могли привыкнуть называть без отчества. В конце концов к нему стали обращаться как «Ярослав Дикобразович».
В 1950—1952 годах шеф-редактором журнала был Павел Когоут, приверженец сталинизма. Несколько лет спустя, в 1957—1958 годах журнал возглавил Эдуард Литтман, сторонник Никиты Хрущёва, и издание стало более либеральным.
Литтман привлёк к работе в журнале новых сотрудников, работы многих из которых получили международное признание — среди них карикатуристы Владимир Йиранек, Ян Вычитал, Владимир Ренчин, Мирослав Слейшка, Иржи Винтер Непракта и другие. В 1961 году Литтман вручил почётные дипломы самому старому и самому молодому сотрудникам «Дикобраза» — Зденеку Неедлы (84 года) и Яну Бервиду-Букойу (15 лет).
Во время Пражской весны Эдуард Литтман тайно сотрудничал с венской редакцией радиостанции «Свободная Европа», куда посылал сообщения о положении дел в Чехословакии.
После августа 1968 года Эдуард Литтман остался в редакции «Дикобраза». Он помог некоторым писателям, чьи произведения были запрещены, опубликоваться в журнале под разными псевдонимами.
В 1979 году на чехословацком конкурсе журналов «Дикобразу» был присуждён почётный диплом имени Юлиуса Фучика за лучшее графическое оформление.
В 1986 году в издательстве «Советский художник» вышла книга «У нас в гостях художники чехословацкого сатирического журнала „Дикобраз“» (из серии «Мастера карикатуры социалистических стран»), в которой были представлены работы Власты Швейдовой, Алены Досталовой, Марии Плотены, Ярослава Попа, Яна Вычитала, Вацлава Градецки, Богумила Цеплехи, Зденека Жачека, Владимира Ренчина, дуэта Иржи Винтера и Милослава Швандрлика, Иржи Даниэла и других карикатуристов этого издания.
С 1990 года журнал выходил под названием «Новый Дикобраз», позднее опять под названием «Дикобраз» (последний номер вышел в 1995 году). В 2004—2005 годах была попытка возобновить журнал под названием «Dikobraz a Zabaveno».